# سیل ۱۳۸۹ چناران و مشهد
سیل ۱۳۸۹ چناران و مشهد در روز ۱۵ مرداد در پی بارش شدید باران و تگرگ جاری شد. این بارندگی شدید باعث شد تمام نهرهای متصل به رودخانه کشف‌رود واقع در خراسان رضوی طغیان کنند و سیل در این رودخانه به راه افتاد و به روستاهای مسیر سیل خسارات فراوانی را وارد کرد. در جریان این سیل ۶ نفر در حوالی رود کارده از شاخه‌های کشف‌رود و ۲ نفر در جاده ابلق (بلوار پنج‌تن مشهد) کشته‌شدند.